# Reforma Estrutural da Dinamarca

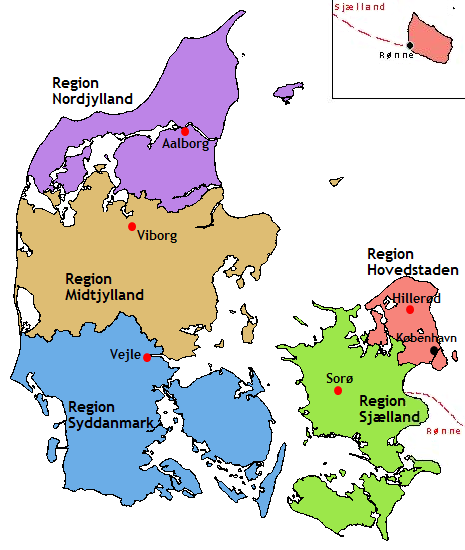
As novas 5 regiões

As novas 98 comunas

A Reforma Estrutural da Dinamarca (em dinamarquês Strukturreformen) modificou as subdivisões político-administrativas do país em 2007.
 
Os municípios (kommuner) passaram de 271 para 98, e os 13 antigos condados (amter) foram transformados em 5 regiões (regioner).
                                                                                                                    A reforma foi levada a cabo pelos partidos Venstre (liberal), Partido Popular Conservador (social-conservador) e Partido Popular Dinamarquês (nacionalista conservador), apesar da oposição do Partido Social-Liberal (social-liberal) e do Partido Social-Democrata (social-democrata).

Entrou em vigor no dia 1 de janeiro de 2007.